# Caruaru
Caruaru là một đô thị thuộc bang Pernambuco, Brasil. Đô thị này có diện tích 932,8 km², dân số năm 2007 là 283152 người, mật độ 305 người/km².